# Pecahià
Segons la Bíblia, Pecahià (en hebreu, פקחיה בן-מנחם Pekahyah ben Menahēm) va ser el dissetè rei del Regne d'Israel després de la seva divisió, durant 2 anys entre 742-740 a.n.e. segons la cronologia tradicional, o entre 780-778 a.n.e. segons la cronologia bíblica.
Pecahià era fill del rei Menahem, qui havia assassinat l'usurpador del tron Xal·lum, i s'havia autoproclamat rei del Regne d'Israel.
Quan va morir el seu pare el va succeir, però tan sols dos anys més tard el seu propi ajudant Pècah i 50 homes més van aconseguir entrar al palau reial i matar Pecahià. Pècah seria el seu successor.